# Азуса Ивашимизу
Азуса Ивашимизу (јап. 岩清水 梓; Ивате, 14. октобар 1986) јапанска је фудбалерка.

## Репрезентација
За репрезентацију Јапана дебитовала је 2006. године. Са репрезентацијом Јапана наступала је на два Олимпијским играма (2008. и 2012) и три Светска првенства (2007., 2011. и 2015). За тај тим одиграла је 122 утакмице и постигла је 21 гол.

## Статистика
| Јапан  | Јапан | Јапан |
| Год.   | Ута.  | Гол.  |
| ------ | ----- | ----- |
| 2006   | 10    | 3     |
| 2007   | 13    | 2     |
| 2008   | 18    | 0     |
| 2009   | 3     | 0     |
| 2010   | 13    | 3     |
| 2011   | 17    | 0     |
| 2012   | 11    | 0     |
| 2013   | 10    | 0     |
| 2014   | 14    | 0     |
| 2015   | 10    | 0     |
| 2016   | 3     | 0     |
| Укупно | 122   | 21    |